# Bandera de Beuda
La bandera oficial de Beuda té la següent descripció:
Bandera apaïsada, de proporcions dos d'alt per tres de llarg, verd clar, en relació amb l'alçada del drap, la creu potençada grega i vermella de l'escut, de braços de gruix 1/13 i d'alçària 10/13, contornejada de groc per un filet de gruix 1/52, al centre.

## Història
L'Ajuntament va acordar en ple iniciar l'expedient d'adopció de la bandera el dia 27 de març de 2008. Després dels tràmits reglamentaris, la bandera es va aprovar el 14 d'abril de 2010 i fou publicada al DOGC número 5.620 de 3 de maig de 2011.
La bandera està basada en l'escut heràldic de la localitat: agafa el fons verd clar de l'escut (que és de sinople) i només incorpora la figura més important d'aquest, la creu potençada de color vermell i perfilada de groc. Les altres figures són descartades per mantenir la senzillesa.